# يازيباشي (أديامان)
يازيباشي (بالكردية: Azikan‏) (بالتركية: Yazıbaşı)‏ هي قرية كرديّة رشوانيّة تتبع إداريّاً لمديرية أديامان في محافظة أديامان التركية الواقعة في جنوب شرق الأناضول. وبلغ عدد سكانها 445 نسمة في عام 2021.